# Saint-Paul-sur-Isère
Saint-Paul-sur-Isère är en kommun i departementet Savoie i regionen Auvergne-Rhône-Alpes i sydöstra Frankrike. Kommunen ligger i kantonen Albertville-Sud som tillhör arrondissementet Albertville. År 2022 hade Saint-Paul-sur-Isère 533 invånare.

## Befolkningsutveckling
Antalet invånare i kommunen Saint-Paul-sur-Isère
| Referens: INSEE |